# Solutrense
/
La cultura solutrense (ca. 22.000-17.000 BP) ocupa, dentro de la secuencia del Paleolítico Superior, un lugar transicional entre el Gravetiense y el Magdaleniense. Su desarrollo se dio en Europa Occidental, concretamente en territorio francés y en la península ibérica.
El nombre proviene tras el descubrimiento de los yacimientos en Crôt du Charnier en Solutré, distrito Mâcon, en el departamento de Saona y Loira, al este de Francia (región de Borgoña).

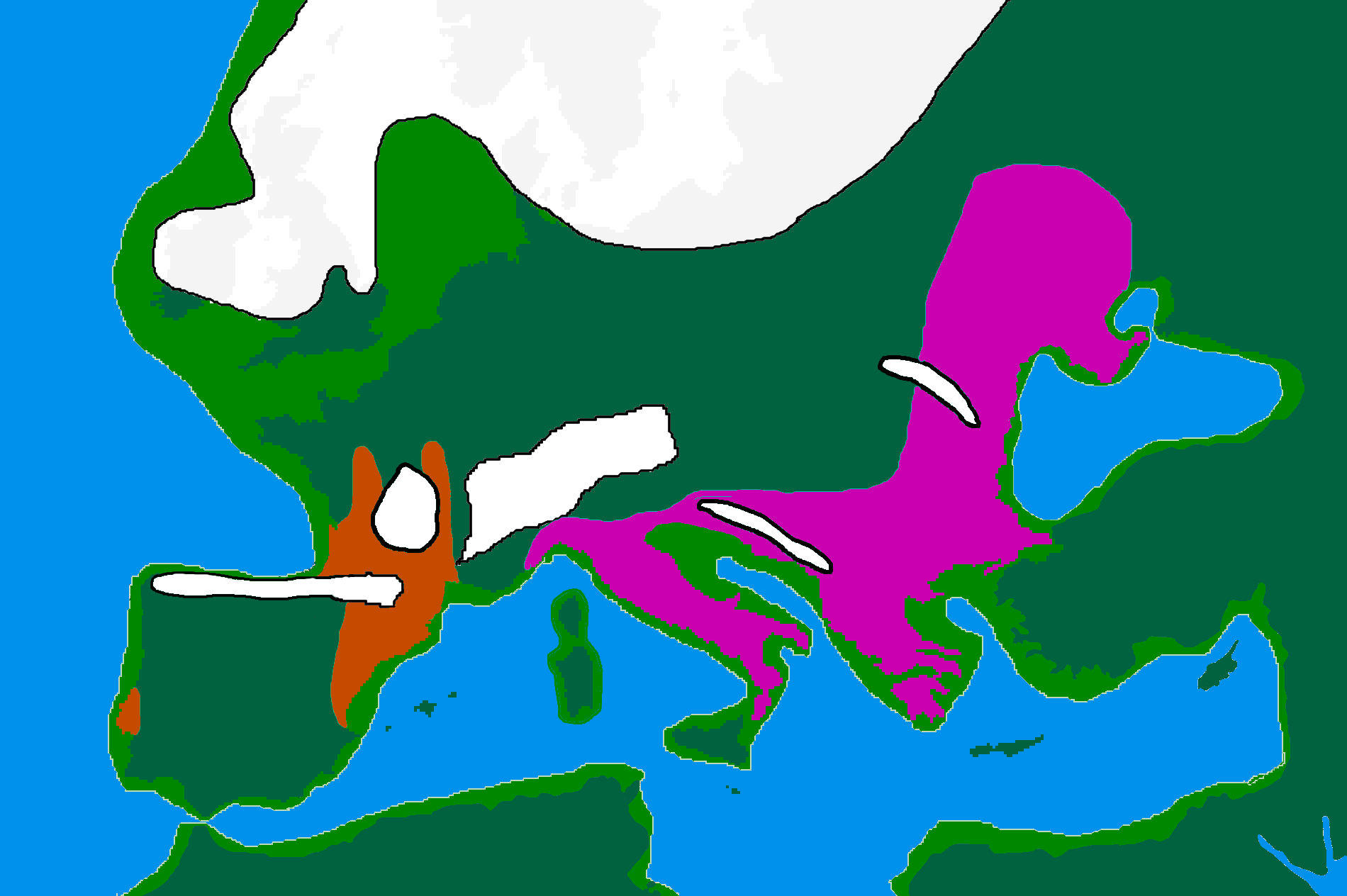
Europa aproximadamente hace 20.000 años. El Último periodo glacial (Ingl. Last Glacial Maximum, LGM) ocurrió hace alrededor de 21.000 a 18.000 años.
Solutrense leyenda|#CC11CC|Epi-Gravetiense

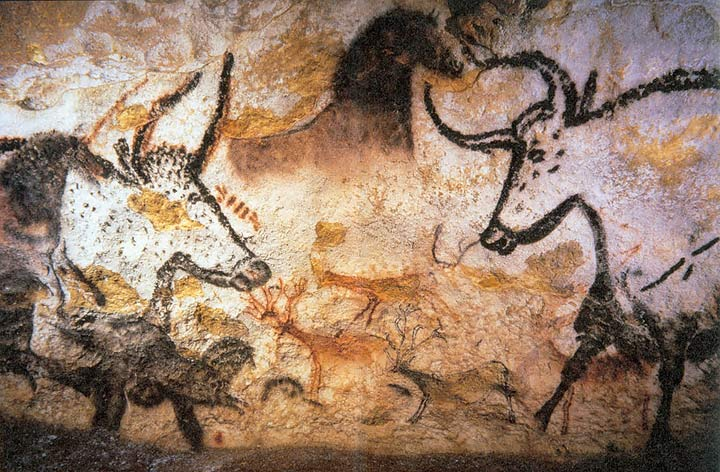
Pinturas rupestres en la Cueva de Lascaux.

[[Archivo:Europe20000ya.png|thumb|Europa aproximadamente hace 20.000 años. El Último periodo glacial (Ingl. Last Glacial Maximum, LGM) ocurrió hace alrededor de 21.000 a 18.000 años.      Solutrense      Epi-Gravetiense]]Estudios recientes han identificado a la cultura solutrense con los humanos que vivían en Europa antes del último máximo glacial y que solo sobrevivieron en la península Ibérica y el sur de Francia.

## Características generales

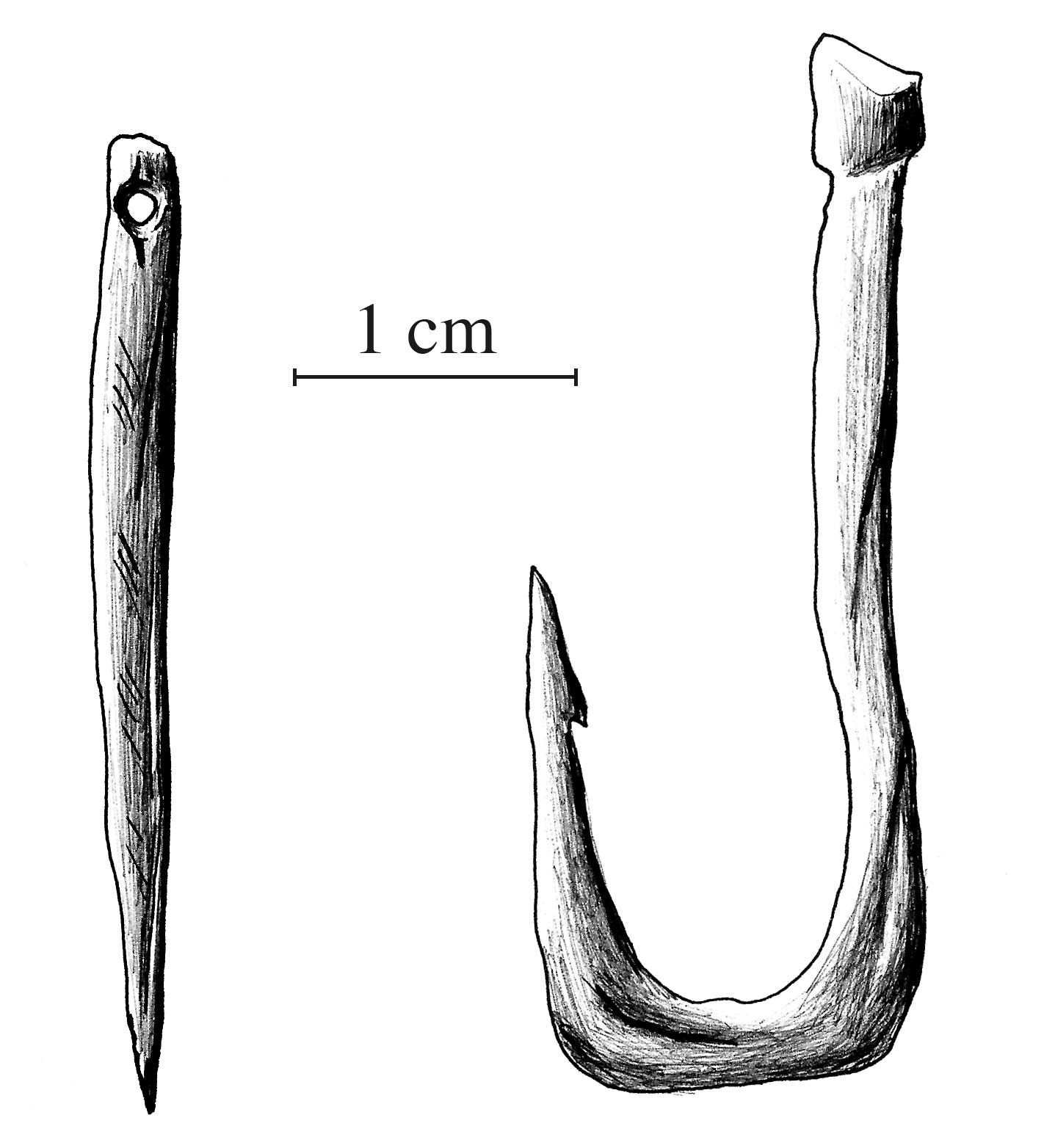
Fue solo a partir del Solutrense cuando la aguja y el anzuelo se convirtieron en herramientas habituales, cotidianas y ampliamente distribuidas en un continente (Europa).

El Solutrense europeo se encuadra en el Paleolítico Superior Medio. Durante esta fase del Paleolítico Superior se produjeron una serie de avances técnicos ciertamente rupturistas con lo anterior y que se propagaron por todo el continente. Tanto en la cultura anterior al Solutrense, la Gravetiense, como en el propio complejo Solutrense se desarrollaron nuevas formas de enmangue y de utilización de los útiles (los compuestos sobre astiles de madera); estas nuevas formas pervivirán durante el resto del Paleolítico Superior y llegarán incluso al Mesolítico y en mucha menor medida al Neolítico. En este periodo también se desarrolló de una manera muy notable el arte, con un gran auge del arte rupestre durante el Solutrense al igual que el arte mueble lo tuvo durante el Gravetiense, con el auge de las «Venus».
Esta industria es obra del Homo sapiens sapiens, que a principios del Paleolítico Superior desplazó progresivamente a los Neandertales como especie dominante; está probada una etapa de coexistencia, una etapa relativamente larga estimada en unos 10 000 años de coexistencia de ambas especies; los fósiles de Neandertal son escasos después de los 40 000 años y desaparecen hace aproximadamente 30 000 años. Los Sapiens siguieron proliferando y terminaron por ocupar todo el planeta durante el Paleolítico Superior. No obstante, el tema de las relaciones Neandertal-Sapiens es un tema complejo y que aún hoy sigue siendo objeto de nuevas teorías y reinterpretaciones.

## Cronologías

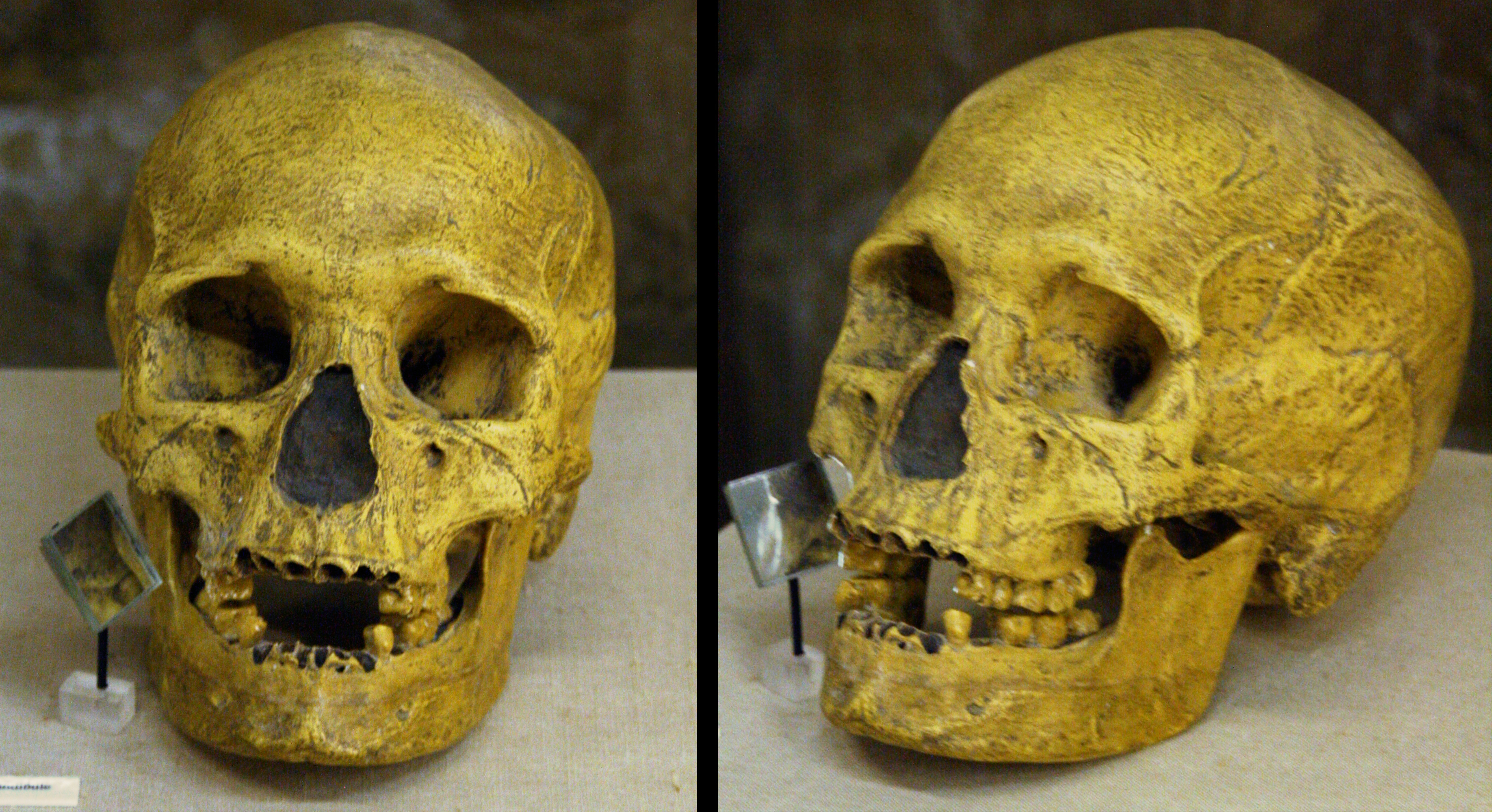
Cráneo de una mujer protomagdaleniense, fechado en 20.600 BP, hallado en Abri Pataud, Dordoña, Francia.

Cronológicamente, el Solutrense se puede situar entre el 22.000 y el 18.000 BP. En la península ibérica las dataciones van un poco más lejos, llegando a situarse las últimas fases hacia el 16.000/15.000 BP. Es una cultura exclusivamente situada en Europa Occidental (yacimientos en Francia y en la península ibérica) y que sucede al Gravetiense, llamado por algunos autores Perigordiense Superior para las facies de Europa Occidental. Durante el desarrollo del Solutrense en Europa Occidental se desarrollará en el resto del continente (Central y Oriental) el llamado complejo Epigravetiense, como consecuencia de una ruptura cultural provocada por un aumento del aislamiento de las poblaciones a causa del descenso de los glaciares, lo que provocó que algunas zonas quedaran deshabitadas. El continente europeo recuperó una cierta homogeneidad cultural con la llegada del cambio climático del Tardiglaciar y el desarrollo de las culturas magdalenienses en el Paleolítico Superior Final, si bien estas culturas epigravetienses continuaron su propia evolución paralela hasta el final de la Era Glacial.
El origen del Solutrense es aún hoy en día un tema complejo, donde convergen varias teorías de diversos autores; de una manera básica, podemos agrupar estas teorías en tres grupos:
Un primer grupo lo componen las teorías que defienden que el Solutrense deriva de las industrias foliáceas de Europa Central, como el Szelitiense; estas habrían perdurado y bajado con el descenso de los glaciares dando la base para el desarrollo del Solutrense. Si bien un análisis comparativo de los útiles foliáceos de estas culturas con las hojas que luego se desarrollaron en el Solutrense permite conjeturar esto, hay notables problemas de tipo cronológico que podrían invalidar estas teorías; entre el ocaso de las industrias foliáceas y el desarrollo del Solutrense hay todo el complejo Gravetiense, extendido por toda Europa.
Otra teoría, ya rebatida e invalidada postulaba un origen hispano-africano, basada en la similitud entre las puntas Solutrenses de la península ibérica y las halladas en el Norte de África en yacimientos Aterienses. La investigación posterior terminó por invalidar estas teorías.
Un tercer grupo relacionó al Solutrense con algunos Gravetienses septentrionales, considerando un aspecto intrusionista en secuencias Gravetienses o incluso Auriñacienses que enfatizan esa relación.
Actualmente se considera que las puntas Solutrenses tendrían su origen en las puntas de La Font-Robert Gravetienses, en base al parecido formal entre ambas y a la gran presencia de estas puntas Gravetienses en la Europa Occidental, posterior territorio del Solutrense.

## Características tecnotipológicas y periodización interna

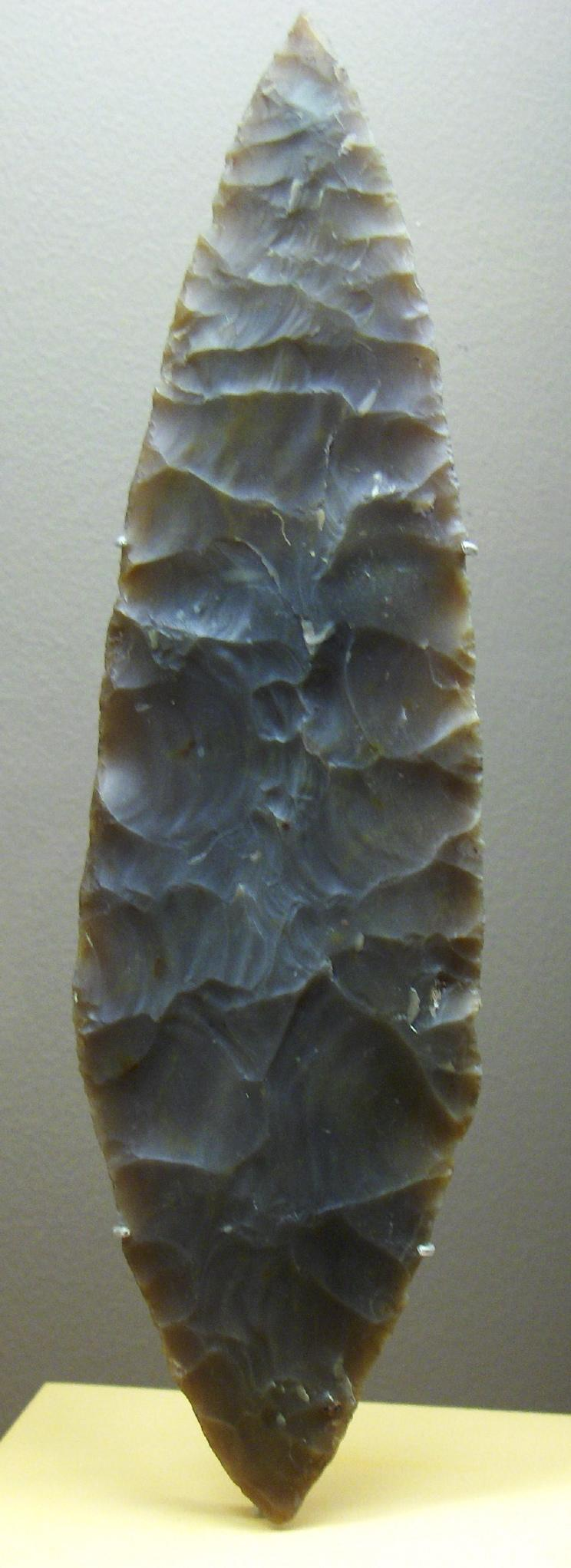
Hoja de Laurel solutrense.

A nivel técnico el Solutrense es una de las etapas donde más logros se alcanzaron. La innovación que supuso el retoque plano y estrecho característico de este periodo sigue sorprendiendo hoy en día. Las propias técnicas de talla y retoque evolucionaron en los periodos Solutrenses, oscilando entre la talla con percutor blando, principalmente asta de reno, y la percusión indirecta; además, es importante señalar que al menos durante el Solutrense Final o Superior se utilizaron técnicas de talla por presión, y se le dio al sílex un tratamiento térmico para facilitar dicha talla.
En cuanto a la periodización de esta cultura, se habla de tres fases, en base al tipo de útil lítico dominante. La materia prima es el sílex. Algunos autores hablan de un Protosolutrense haciendo referencia a las primeras puntas de cara plana , pero mayormente se incluyen esas primeras puntas en el Solutrense Inferior; las tres fases definidas son:
Solutrense Inferior:Caracterizado por las puntas de cara plana en las que el retoque se sitúa sobre los bordes, tendiendo a cubrir una de las caras y dejando la cara ventral sin retoque.
Solutrense Medio: Caracterizado por las llamadas hojas de laurel; en ellas el retoque es ya plano y la talla es bifacial; el soporte es en muchos casos una lasca gruesa o una lámina.
Solutrense Final: Está definido por las puntas de sauce, más largas y finas que las de laurel y con retoque plano laminar. La talla es unifacial, aunque raramente algún ejemplar presenta talla bifacial. Junto a ellas aparecen las puntas de muesca, donde el retoque es una muesca lateral que favorece el enmangue.

## El Solutrense en la península ibérica
En la península ibérica, sin embargo, esta cronología se queda corta. La primera particularidad que presenta la península es la presencia de dos zonas delimitadas por un teórico eje que va desde Portugal al Sur de Francia pasando por Madrid, lo que deja la llamada Zona Cantábrica y la Zona Extracantábrica. A nivel industrial y tipológico estas dos zonas presentan diferencias notables, si bien a nivel artístico presentan muchas semejanzas. Se aprecia la escasa representación del Solutrense Inferior en el Sur. Solo hay dos yacimientos donde se han encontrado piezas enmarcables en esta primera etapa: El Parpalló y Les Mallaetes, ambas en Valencia. Los niveles del Solutrense Inferior están datados aproximadamente en el 20.000 BP (Parpalló) y 22.000 BP (Mallaetes). Esta última es la datación más antigua conocida para este momento cultural. En la región cantábrica el Solutrense Inferior no se conoce, comenzando las secuencias al menos en el Medio. El resto de fases están bien representadas y documentadas en ambas zonas. Pero para la península ibérica hay que añadir una última fase, el Solutrense Final Evolucionado. En esta última fase se agudizan las diferencias entre el área cantábrica y la extracantábrica en cuanto a las características industriales; esta fase es la mejor representada en la zona mediterránea de la península, y está caracterizada por la aparición de puntas de muesca y puntas de aleta con pedúnculo. Los yacimientos se reparten por el Sur de la península, con importantes concentraciones en Murcia (Cejo del Pantano), Valencia (La Cova del Llop) y las ya comentadas Mallaetes y El Parpalló, que son las que mejor representan este momento cultural.

## Yacimientos extra peninsulares
Los yacimientos más importantes fuera de la península ibérica se hallan en Francia; como el más representativo podemos señalar el ya citado de Solutré; Volgu, que ha aportado gran cantidad de utillaje, y Laugerie-Haute, localizado en un gran abrigo cerca del río Vézère y que es uno de los más importantes yacimientos tanto en extensión como en riqueza, que atestigua la evolución industrial de todo el periodo y proporciona alguna información sobre las estructuras de habitación de este periodo. 
En cuanto a los modos de vida, se conoce muy poco sobre estructuras de habitación Solutrenses, aunque se ha hallado algún resto que resulta interesante analizar. En el yacimiento de Laugerie-Haute (Francia) se han hallado diversas delimitaciones de hogares de diversas formas; cabe suponer que durante el Solutrense el hombre habitó mayormente en cuevas por lo riguroso del clima; en otros yacimientos como el de Fourneau du Diable (Francia) se ha constatado una actividad previa de limpieza de los sedimentos anteriores y la construcción de un muro cuadrangular de grandes bloques de piedra como cabaña provisional. Sí que resulta muy interesante el hecho de que algunos de estos bloques estén decorados con figuras talladas, mayormente representaciones zoomorfas de bóvidos.

## Modos de vida y arte

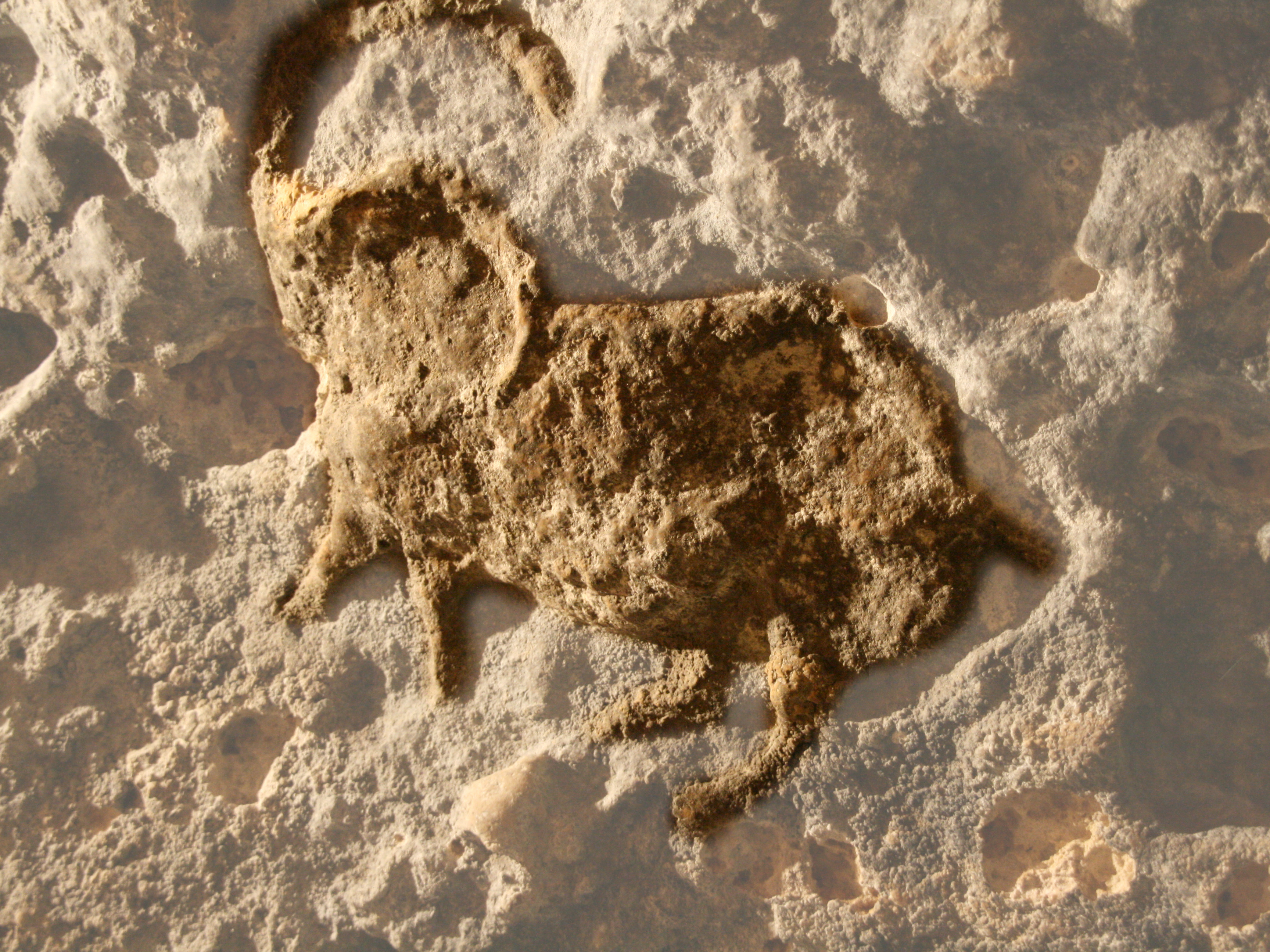
Talla en el refugio Plotkin, un abrigo rocoso situado en Les Eyzies-de-Tayac, Dordoña, Francia. Periodo Solutrense.

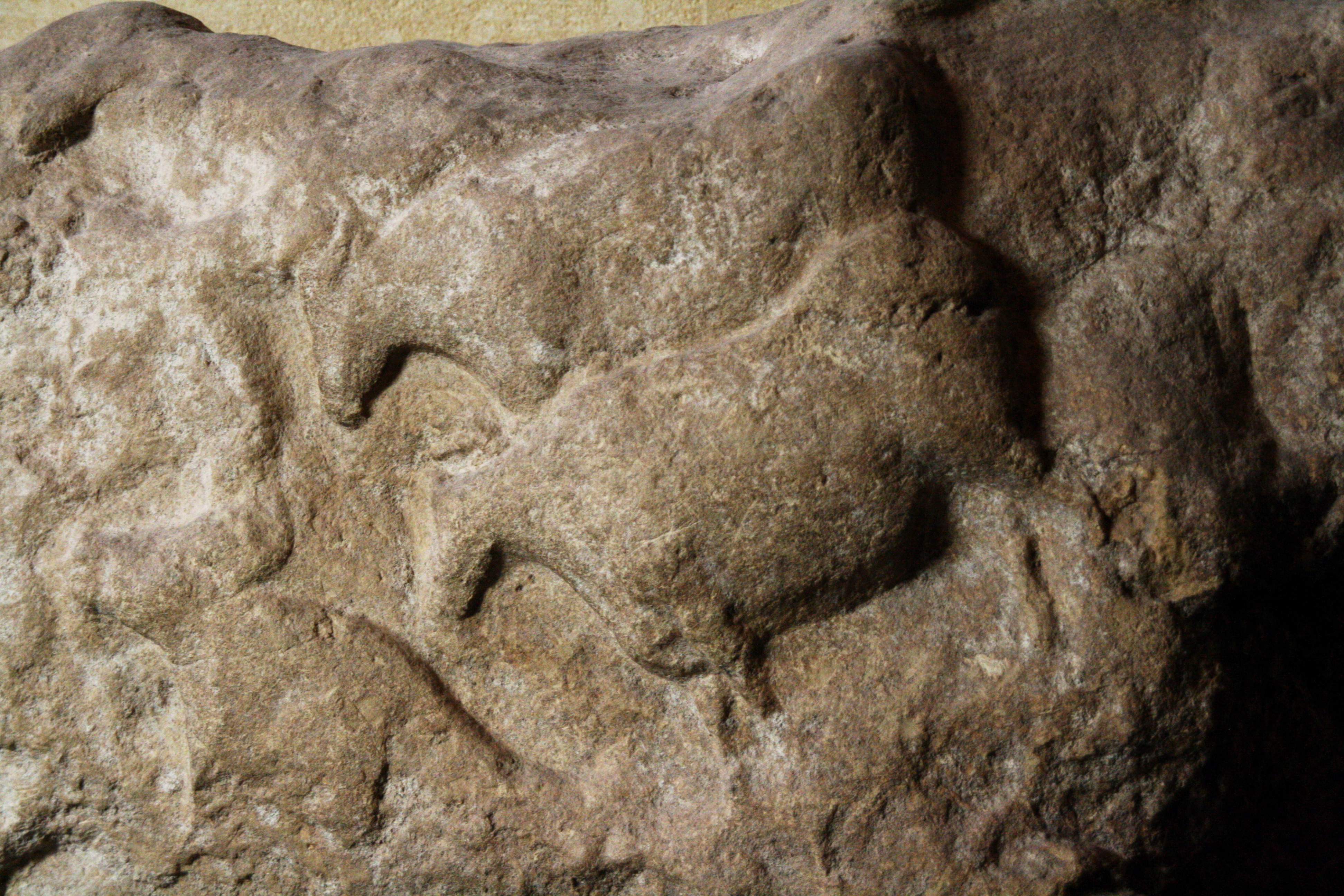
Uro en un bajorrelieve de una roca que se encuentra en el Fourneau du Diable du Bourdeilles, Dordoña. Fotografiado en el Museo Nacional de Prehistoria de Eyzies en Les Eyzies-de-Tayac.

Con respecto a las técnicas e instrumentos de caza, estas continuaron el camino Gravetiense, es decir, continuaron basadas en la punta arrojadiza, que adquirió en el Solutrense su mayor auge con las puntas de cara plana, de muesca y las de aleta y pedúnculo mediterráneas. En el caso del yacimiento de Solutré, la amplia capa de esqueletos de caballo sugiere la caza en masa de caballos (la capa es muy espesa, lo que sugiere incluso que se realizó durante varias generaciones) mediante la técnica de despeñarlos tras una acción coordinada para dirigirlos al acantilado.
Sin embargo, hay ciertos problemas que presentan algunas piezas solutrenses con respecto a su uso; algunos autores consideran que algunas hojas de laurel muy largas y finas eran demasiado frágiles como para ser usadas como puntas arrojadizas, por lo que han propuesto para estas piezas un uso no práctico, sino simbólico. Estas piezas serían un elemento de prestigio como muestras de la habilidad de los artesanos solutrenses. Hoy en día aún no se conoce del todo el uso real de estas grandes hojas de laurel.
En lo que se refiere al arte, hay disparidad en su evolución; el arte rupestre de esta época es magnífico y muy original, destacando los bajorrelieves esculpidos en Roc de Sers y Fourneau-du-Diable (ambos en Francia) y que representan diversos zoomorfos (bóvidos, cápridos, équidos y algún bisonte). Ambos están encuadrados en el Solutrense Superior; sin embargo, el arte mueble no es especialmente destacable en esta época, estando representado principalmente por restos óseos y piezas dentarias decoradas, así como numerosos colgantes.
En la península ibérica, por el contrario, el arte mueble solutrense está algo más representado en las plaquetas de la Cueva del Parpalló, en Valencia. Se trata de una serie de cinco mil obras de arte mueble consistentes en placas de piedra con pinturas y grabados que principalmente representan formas animales. El arte rupestre del valle del Coa, en Portugal también se adjunta al Solutrense.

## Ocaso
El ocaso del Solutrense como cultura se produjo hacia el 18.000 ap aproximadamente, perdurando hasta aproximadamente el 15.000 ap en la península ibérica; tras la época de máximo frío de la glaciación Würm, el clima se atemperó, permitiendo aumentar la densidad de población en el continente de nuevo. En Europa Central y del Este se habían venido desarrollando paralelamente al Solutrense las llamadas culturas Epigravetienses, que continuaron su evolución hasta el final del Paleolítico Superior. La siguiente gran cultura en surgir de una manera más o menos homogénea en toda Europa fue el Magdaleniense, que marcará los últimos tiempos del Paleolítico. Sin embargo, los avances técnicos del Solutrense perduraron incluidos (y mejorados) en esta última gran industria Paleolítica, y algunos de ellos llegaron incluso al Mesolítico, e incluso de manera residual al Neolítico.
| Predecesor: Gravetiense | Culturas de Europa Occidental Paleolítico Superior 22000 a. C.-15000 a. C. | Sucesor: Perigordiense Superior Magdaleniense |